# VL Kotka
VL E.30 Kotka war ein zweisitziger finnischer Doppeldecker von 1930. Gefertigt wurde er von der staatlichen Flugzeugfabrik Valtion lentokonetehdas (VL). Das Flugzeug wurde als Seeaufklärer von der finnischen Luftwaffe ab November 1930 verwendet. Sie sollte dort die veralteten Blackburn Ripon ersetzen.

## Geschichte und Konstruktion
Der Prototyp, ausgerüstet mit einem luftgekühlten Bristol-Jupiter-IV-9-Zylinder-Motor mit einer Leistung von 420 PS, flog erstmals am 30. September 1930 und wurde als Kotka I bezeichnet. Ab Juni 1931 begann dann die Serienfertigung der Kotka II, die im Vergleich zum Prototyp nur leicht modifiziert war. Die erste Serienmaschine wurde mit dem gleichen Motor wie der Prototyp ausgestattet. Die zweite und die vierte Serienmaschine erhielten zunächst den 575 PS starken  Pratt & Whitney R-1690-B Hornet, wurden aber ab März 1934 umgerüstet auf den gleichstarken Wright R-1820-E Cyclone, mit dem die dritte und die fünfte Serienmaschine direkt ab Werk ausgestattet waren. Es blieb bei den fünf Exemplaren, von denen die letzte bis 1945 in Dienst war. Dieses Modell hatte ein für die Zeit modernes Merkmal in Form von ausfahrbaren Vorflügeln im äußeren Flügelbereich des oberen Flügels, was die Kontrolle um die Längsachse im Langsamflug verbesserte und somit den Strömungsabriss verzögerte.
Die Flugzeuge waren sowohl im Winterkrieg 1939/40 als auch im Fortsetzungskrieg 1941–1944 im Einsatz. Die Maschinen waren teilweise auch mit Doppelschwimmern ausgestattet.

## Museumsflugzeug
Eine Kotka II (No.4, KA-147) existiert noch heute als Rumpffragment im Päijät-Häme Aviation Museum auf dem Flugplatz Lahti-Vesivehmaa (EFLA).

## Versionen
VL Kotka IPrototyp, 1 gebaut
VL Kotka IISerienproduktion, 5 gebaut

## Militärische Verwendung
- Finnland

## Technische Daten
| Kenngröße             | Daten VL Kotka II                                                                              |
| --------------------- | ---------------------------------------------------------------------------------------------- |
| Besatzung             | 2                                                                                              |
| Länge                 | 9,70 m (Landversion) / 10,25 m (mit Schwimmern)                                                |
| Spannweite            | 12,70 m                                                                                        |
| Höhe                  | 3,55 m (Landversion) / 3,80 m (mit Schwimmern)                                                 |
| Flügelfläche          | 50 m²                                                                                          |
| Leermasse             | 1390 kg / 1580 kg (mit Schwimmern)                                                             |
| max. Startmasse       | 2380 kg / 2520 kg (mit Schwimmern)                                                             |
| Reisegeschwindigkeit  | 185 km/h                                                                                       |
| Höchstgeschwindigkeit | 225 km/h                                                                                       |
| Dienstgipfelhöhe      | 3000 m                                                                                         |
| Reichweite            | 650 km (mit Schwimmern)                                                                        |
| Triebwerke            | 1 × Pratt & Whitney R-1690-B mit 423 kW (575 PS)                                               |
| Bewaffnung            | 1 × 7,7 mm Vickers starr 2 × 7,7 mm Lewis hinten beweglich (alternativ 1 L-33/36-MG beweglich) |